# Lophogobius cyprinoides
Lophogobius cyprinoides és una espècie de peix de la família dels gòbids i de l'ordre dels perciformes.

## Morfologia
- Els mascles poden assolir 10 cm de longitud total.[5][6]

## Hàbitat
És un peix de clima tropical (24 °C-28 °C) i demersal.

## Distribució geogràfica
Es troba a l'Atlàntic occidental: des de Bermuda, Florida (els Estats Units) i les Bahames fins a Centreamèrica i el nord de Sud-amèrica.

## Observacions
És inofensiu per als humans.